# Park Narodowy Arrecifes de Cozumel
Park Narodowy Arrecifes de Cozumel (hiszp. Parque nacional Arrecifes de Cozumel) – park narodowy w Meksyku, w stanie Quintana Roo. Został utworzony 19 lipca 1996 roku i zajmuje obszar 119,88 km² (w tym 119,06 km² to wody morskie). Od 2016 roku stanowi rezerwat biosfery UNESCO, a od 2005 roku jest wpisany na listę konwencji ramsarskiej. W 2021 roku został zakwalifikowany przez BirdLife International jako ostoja ptaków IBA. Na północ od niego znajduje się Park Narodowy Arrecife de Puerto Morelos.

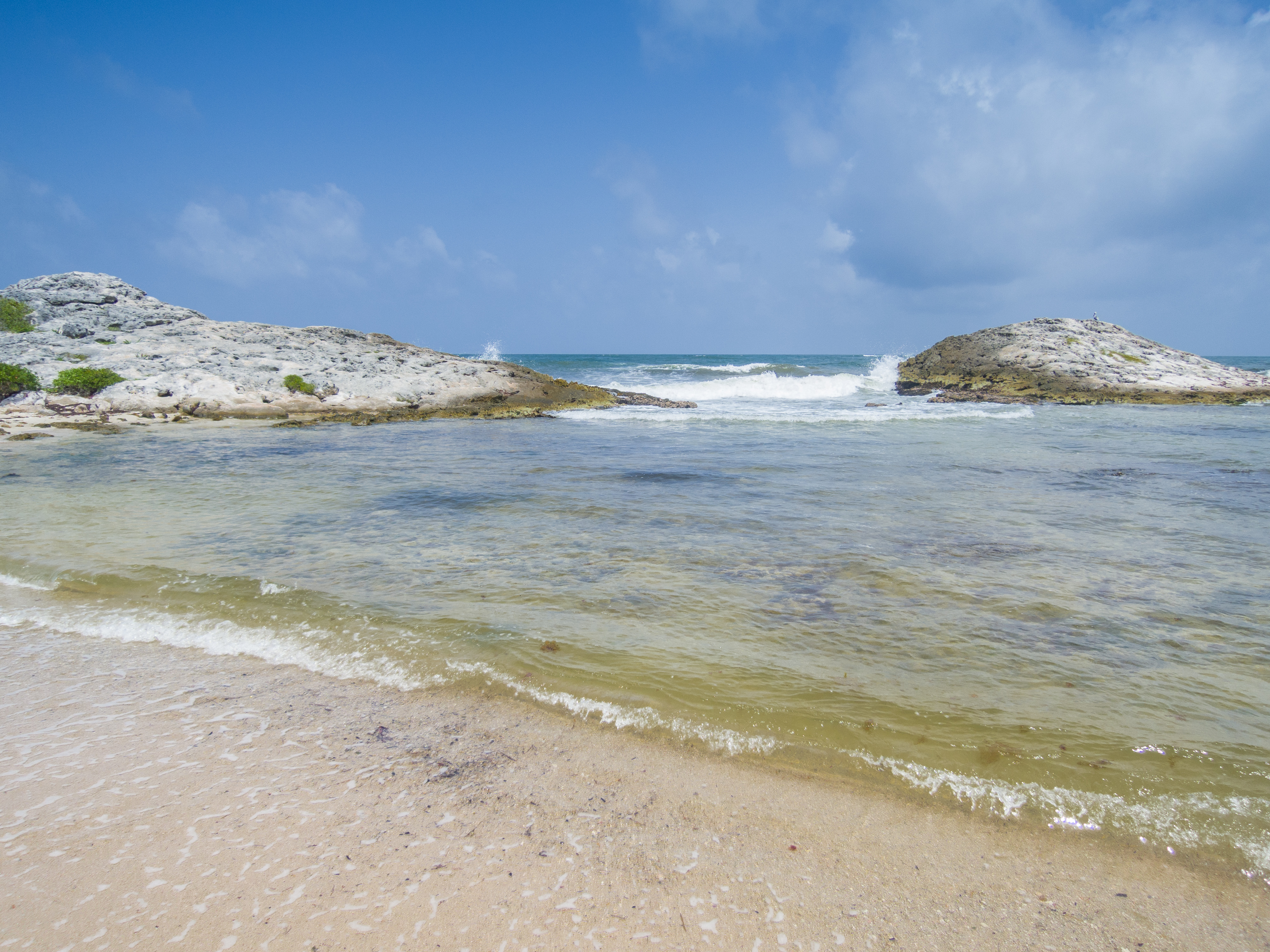
Jedna z plaż na wyspie

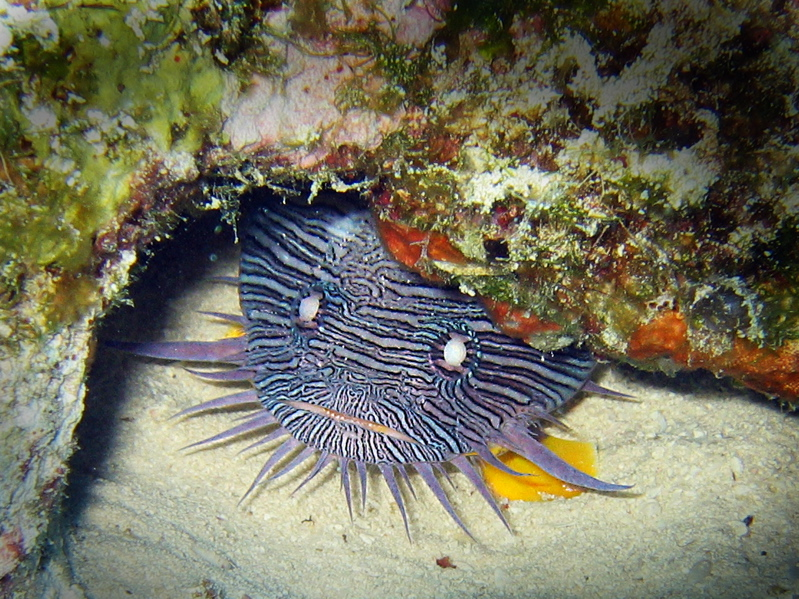
Zagrożona wyginięciem ryba Sanopus splendidus

## Opis
Park obejmuje rafę koralową na południe, południowy wschód i południowy zachód od wyspy Cozumel, a także wybrzeże w południowej części wyspy. Wyspa znajduje się około 16,5 km na wschód od półwyspu Jukatan. Rafa jest częścią drugiego co do wielkości systemu rafowego na świecie – Sistema Arrecifal Mesoamericano (po Wielkiej Rafie Koralowej u wybrzeży Australii). System ten ciągnie się wzdłuż wybrzeży Belize, Hondurasu, Gwatemali i Meksyku (stan Quintana Roo) i ma długość około 1000 kilometrów. W parku panuje duży ruch turystyczny, gdyż jest to popularne miejsce do nurkowania.
Klimat wilgotny i ciepły. Średnia roczna temperatura w parku wynosi +25,5 °C.

## Flora
Roślinność w parku to głównie namorzyny z takimi gatunkami jak: Rhizophora magle, Avicennia germinans i Laguncularia racemosa. Rosną tu też m.in.: Batis maritima, Selenicereus testudo, Brassavola nodosa, Aechmea bracteata, Echites yucatanensis, Rhabdadenia biflora, Acrostichum danaeifolium, Conocarpus erectus, pigwica właściwa, Annona glabra, Cakile lanceolata, Canavalia rosea, Ambrosia hispida, Opuntia stricta i Sesuvium portulacastrum.

## Fauna
Koralowce występujące w parku to krytycznie zagrożone wyginięciem (CR) Acropora palmata i Acropora cervicornis, zagrożony wyginięciem (EN) Montastraea annularis, a także m.in.: Antipathes grandis, Plexaura homomalla i Porites astreoides.
Ryby tu żyjące to zagrożone wyginięciem (EN) Sanopus splendidus i tuńczyk pospolity, narażone na wyginięcie (VU) Ginglymostoma cirratum i żarłacz czarnopłetwy, a także m.in.: żarłacz tygrysi, ogończa amerykańska, huzarek karaibski, ustniczek francuzik, skarp pawik, skorpena cętkowana, rogatnica piękna i rozdymka niebieskoplama.
W parku występuje 206 gatunków ptaków. Są to krytycznie zagrożony wyginięciem (CR) przedrzeźniacz dwupaskowy (występuje tylko na wyspie Cozumel), narażone na wyginięcie (VU) czubacz zmienny i kominiarczyk amerykański, a także m.in.: wężówka amerykańska, amazonka żółtokantarowa, pelikan brunatny, fregata wielka, kormoran oliwkowy, cyranka modroskrzydła, drzewica czarnobrzucha, sępnik różowogłowy, myszołów krótkoogonowy, myszołowczyk, czarnostrząb leśny, rybołów, warzęcha różowa, mewa karaibska, rybitwa mała, gołąbeczek malutki, wireonek brązowy, piżmówka, flaming karmazynowy, gołąbczak karaibski, czapla rdzawoszyja, drzemlik, sokół wędrowny i przedrzeźniacz czarny.
Ssaki morskie żyjące w parku to narażony na wyginięcie (VU) manat karaibski, a także m.in.: butlonos zwyczajny i delfin zwyczajny.
W części lądowej parku występują takie gady i płazy jak narażone na wyginięcie (VU) Kinosternon cruentatum i krokodyl amerykański, a także m.in.: żółw ozdobny, aga, Leptodactylus labialis, Scinax staufferi, smiliska meksykańska, Aristelliger georgeensis, Anolis limifrons, legwan zielony, czarnogwan środkowoamerykański, [Sceloporus cozumelae, Marisora brachypoda, Aspidoscelis cozumela, boa dusiciel, Leptodeira frenata i ostrogłów brązowy. Na plażach gniazdują żółwie morskie, takie jak krytycznie zagrożony wyginięciem (CR) żółw szylkretowy i narażone na wyginięcie (VU) żółw skórzasty, karetta i żółw jadalny.
Ssaki lądowe tu żyjące to krytycznie zagrożone wyginięciem (CR) Reithrodontomys spectabilis i szop karłowaty (występują tylko na wyspie Cozumel), a także m.in.: dydelf czarnouchy, owocowiec liścionosy, owocowiec karłowaty, lejkouch karaibski, ryżniak błotny, aguti środkowoamerykański, paka nizinna, urocjon wirginijski i Nasua narica nelsoni.